# Macrina Marilena Maffei
Macrina Marilena Maffei (...) è un'antropologa italiana.
Antropologa e fiabologa, studiosa di cultura marinara. Ha tenuto e tiene lezioni e cicli seminariali in varie università italiane sui beni culturali immateriali. 
Socio Fondatore dell'Istituto Italiano di Archeologia e Etnologia Navale. Progettista del primo Museo del Mare demoetnoantropologico del Lazio, con sede a Gaeta. Ha collaborato con vari Enti ed Istituti di ricerca (Museo Nazionale delle Arti e Tradizioni dove sono esposti oggetti di cultura marinara eoliana da lei acquisiti per conto del museo; CNR; RAI; Istituto Centrale per i Beni Sonori ed Audiovisivi del Ministero per i Beni e le Attività Culturali; Assessorati alla Cultura della Regione Lazio e della Provincia di Roma, etc.) 
Ha curato la Mostra Le Polene. I volti del Mare per la Soprintendenza per i Beni Storici Artistici ed Etnoantropologici del Lazio (2009). 
Membro del Consiglio Direttivo dell'Associazione Italiana per le Scienze Etno-Antropologiche (2004-2011). Membro della Commissione Ammissioni dell'Associazione Italiana per le Scienze Etno-Antropologiche (2012-2013).
Ha effettuato con ricerche sul campo un censimento dei Musei del Mare italiani e del Mediterraneo, dei santuari con ex voto marinari, per conto del Ministero del Turismo (1990 – 1993) e delle Attività Produttive (2001-2003). In relazione a tali ricerche ha redatto per l'Italia un inventario dei beni marinari relativo alle feste e alle cerimonie officiate sul mare; alle botteghe dei maestri d'ascia; agli istituti di studi e ricerca dove sono conservate tradizioni orali riguardanti la cultura alieutica e marinara; ai parchi e alle aree marine protette; ai maggiori mercati ittici; alla pesca turismo. 
Ha condotto ricerche sulla narrativa tradizionale e sull'oralità popolare in Italia centro meridionale (Basilicata, Calabria, Lazio, Sicilia), rilevando dalla voce di contadini, pescatori, operai, fiabe, racconti, memorie, credenze, storie di vita e di lavoro. Dal 1981 raccoglie sistematicamente i patrimoni narrativi tradizionali dell'arcipelago eoliano,  dando vita a un corpus narrativo di oltre mille documenti, a cui oggi fanno riferimento gli studi antropologici di settore. 
È autrice di libri e saggi di narrativa tradizionale e di antropologia del mare. 
Tra le sue opere
- Capelli di serpe (1995, Premio Scanno 1996)
- Gesti, parole, coltelli (1997)
- Achille e la tartaruga. Miti, usanze e rituali nella pesca della tartaruga nel Mediterraneo (1999)
- La tonnara di Procida nel racconto dell'ultimo rais (1999)
- La fantasia, le opere e i giorni. Itinerari antropologici nelle Isole Eolie (2000, Premio All'Opera "Costantino Nigra" 2001)
- I confini irreali delle Eolie. Spiriti e diavoli nella tradizione orale (2002, distribuito con il Giornale di Sicilia nel 2006)
- La Grande Guida dei Musei del Mare del Mediterraneo. Dall'ingegno all'incanto (con Rosa Parisi; 2003)
- Fiabe della Sicilia in Le più belle fiabe popolari italiane, a cura di Cecilia Gatto Trocchi (2003)
- Timori di popolo e corse di santi. Sul rito dell'Affruntata a Dasà (2007)
- La danza delle streghe. Cunti e credenze dell'arcipelago eoliano (2008)
- Le polene, i volti del mare (2009)
- Donne di Mare. Una storia sommersa dell'arcipelago eoliano (2013)
- La maga e il velo. Incantesimi, riti e poteri del mondo magico eoliano (2021)